# Christian Peter Lübeck
Christian Peter Stephensen Lübeck (født 23. april 1991) er en dansk sejler.
Christian Peter Lübeck startede i 2015 samarbejdet med Lin Ea Cenholt i bådtypen Nacra 17 med henblik på at kvalificere sig til OL 2016 i Rio de Janeiro. Udtagelsen til OL glippede, men Christian Peter Lübeck blev tilbudt en plads i 49eren, hvor Jonas Warrer manglede en gast efter uoverensstemmelser i båden. Ved OL 2016 opnåede den danske 49er en fjerdeplads. Christian Peter Lübeck havde en del erfaring i 49eren, da han før Nacra 17-samarbejdet havde sejlet sammen med broren Mads Emil Lübeck. 
Efter OL 2016 fortsatte samarbejdet med Lin Ea Cenholt, hvor det nye store mål nu er OL 2020 i Tokyo. Lin Ea Cenholt og Christian Peter Lübecks bedste resultat til dato er en bronzemedalje ved europamesterskaber i 2018. Ved verdensmesterskabet i Århus i 2018 opnåede duoen en fjerdeplads og kvalificerede dermed en dansk Nacra 17 til OL 2020 .
Ved OL (som blev afholdt 2021) opnåede Cenholt og Lübeck i de første sejladser mest middelmådige placeringer, men mod slutningen gik det bedre, og de vandt således 10. og 12. sejlads og opnåede to andenpladser, heriblandt i det afsluttende medaljesejlads, hvilket betød, at de sluttede på fjerdepladsen med 70 point, syv point fra bronzepladsen.